# FC Dordrecht
Ne doit pas être confondu avec Dordrechtse Football Club.
Maillots
Le FC Dordrecht est un club néerlandais de football basé à Dordrecht. Il a été créé le 16 août 1883.

## Historique
- 1883 : fondation du club sous le nom de DFC Dordrecht
- 1972 : le club est renommé FC Dordrecht
- 1979 : le club est renommé DS'79 Dordrecht
- 1990 : le club est renommé Dordrecht'90
- 1991 : fusion avec le SVV bv Schiedam en SVV/Dordrecht'90
- 1992 : le club est renommé Dordrecht'90
- 2002 : le club est renommé FC Dordrecht

## Palmarès
- Coupe des Pays-Bas
  - Vainqueur : 1914, 1932
  - Finaliste : 1913, 1943

- Championnat des Pays-Bas de deuxième division
  - Champion : 1983, 1994

## Joueurs

### Anciens internationaux
- Jan Klijnjan